# Орловка (Лосино-Петровський міський округ)
Орло́вка (рос. Орловка) — присілок у складі Лосино-Петровського міського округу Московської області, Росія.

## Населення
Населення — 66 осіб (2010; 26 у 2002).
Національний склад (станом на 2002 рік):
- росіяни — 100 %